# アダム・アウグスト・ミュラー
アダム・アウグスト・ミュラー（Adam August Müller、1811年8月16日 - 1844年3月15日）はデンマークの画家である。

## 略歴
コペンハーゲンで生まれた。父親はコペンハーゲン大学の神学の教授やデンマークの最高位の司教を務めた人物で、兄弟に貨幣学者のルートヴィヒ・ミューラーやドイツの州会議員となったオットー・ミュラーがいる。
1825年からデンマーク王立美術院に入学し、「デンマーク黄金時代」と呼ばれる時代の中心的な画家、クリストファー・エカスベアに学び、エカスベアのお気に入りの弟子になった 。1828年に上級課程に進み、翌年に展覧会に出展し、1830年には何点かの肖像画を出展し、2点が王立絵画コレクションに買い上げられた 。シャーロッテンボー宮殿で開かれる展覧会に出展し、1833年に銀賞、1836年に金賞を受賞した。
1838年にハインリヒ・エッデリーンと、イタリア留学の奨学資金を競い、投票ではエッデリーンが選ばれたが、審査委員長を務めたベルテル・トルバルセンの配慮で、エッデリーンとともに奨学金が与えられることになった。1839年にミュンヘンを訪れた後、イタリアに留学し、13～17世紀に隆盛を極めたフィレンツェの絵画を研究した。
結核に罹患し、イタリア滞在中も健康状態は悪くなった。コペンハーゲンに帰国後、いくつかの未完成の作品を残して33歳で亡くなった。

## 作品

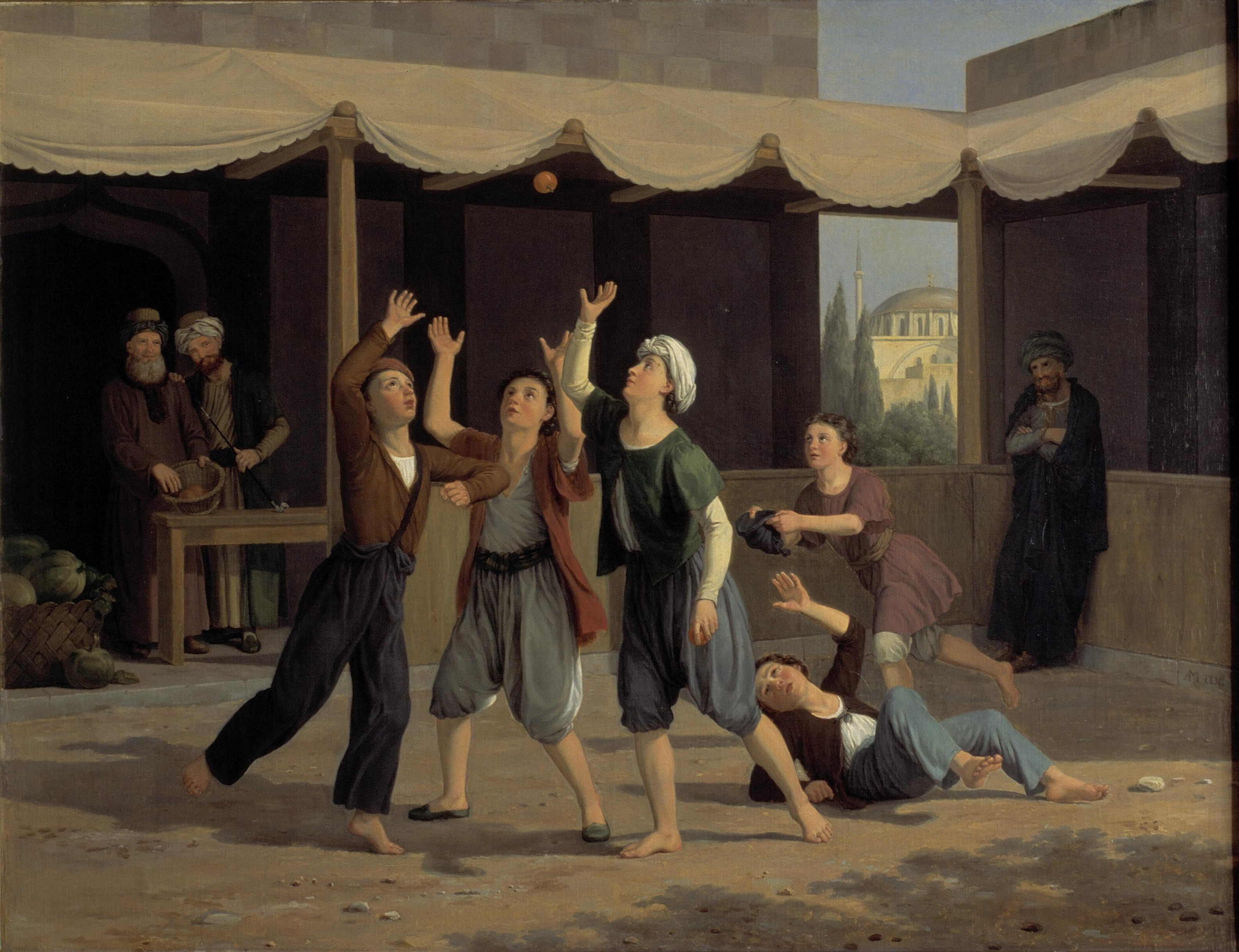
"Aladdin griber imellem andre drenge efter de nedkastede pommeranser" (1831)
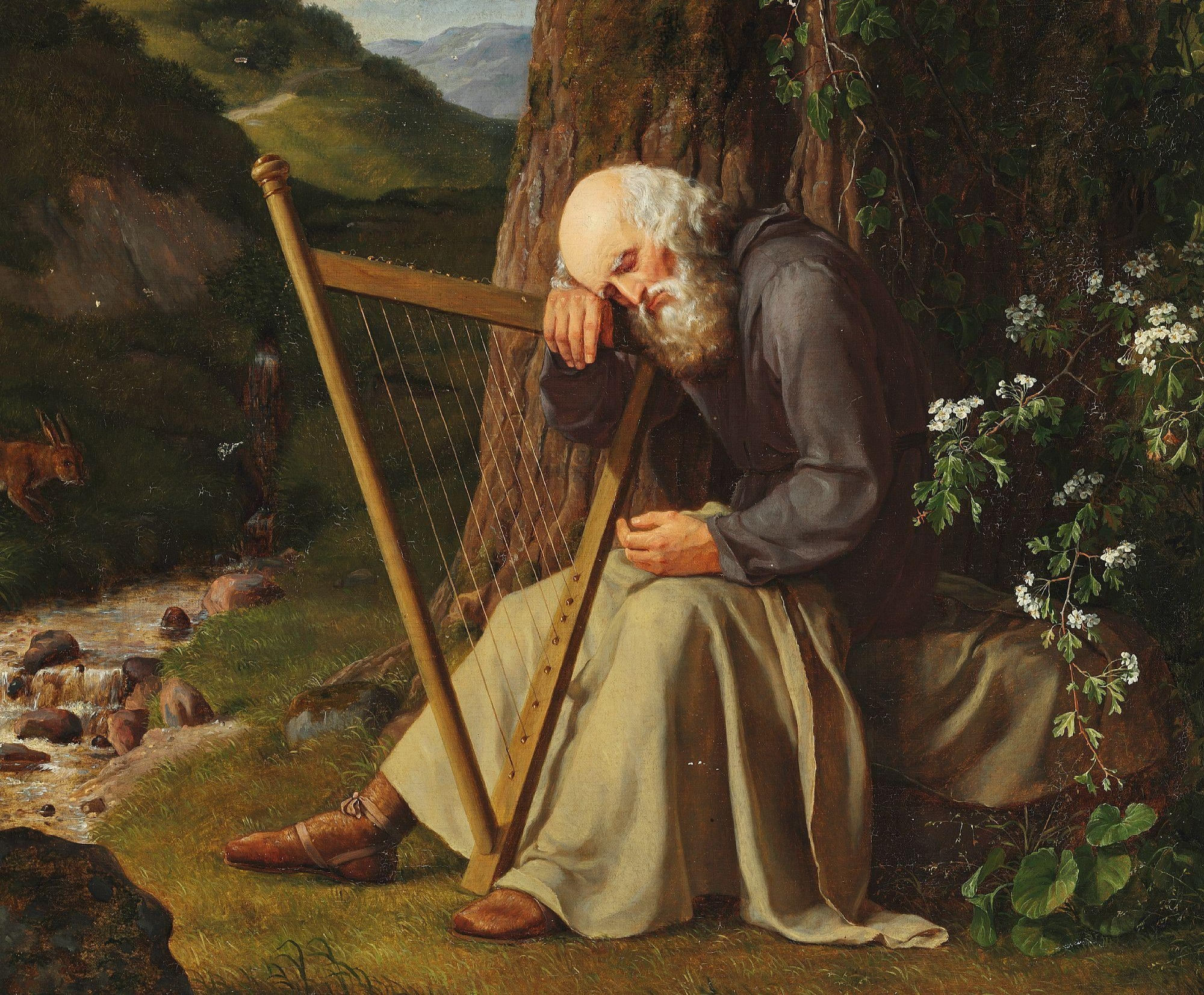
眠そうなハープ弾き(1832)
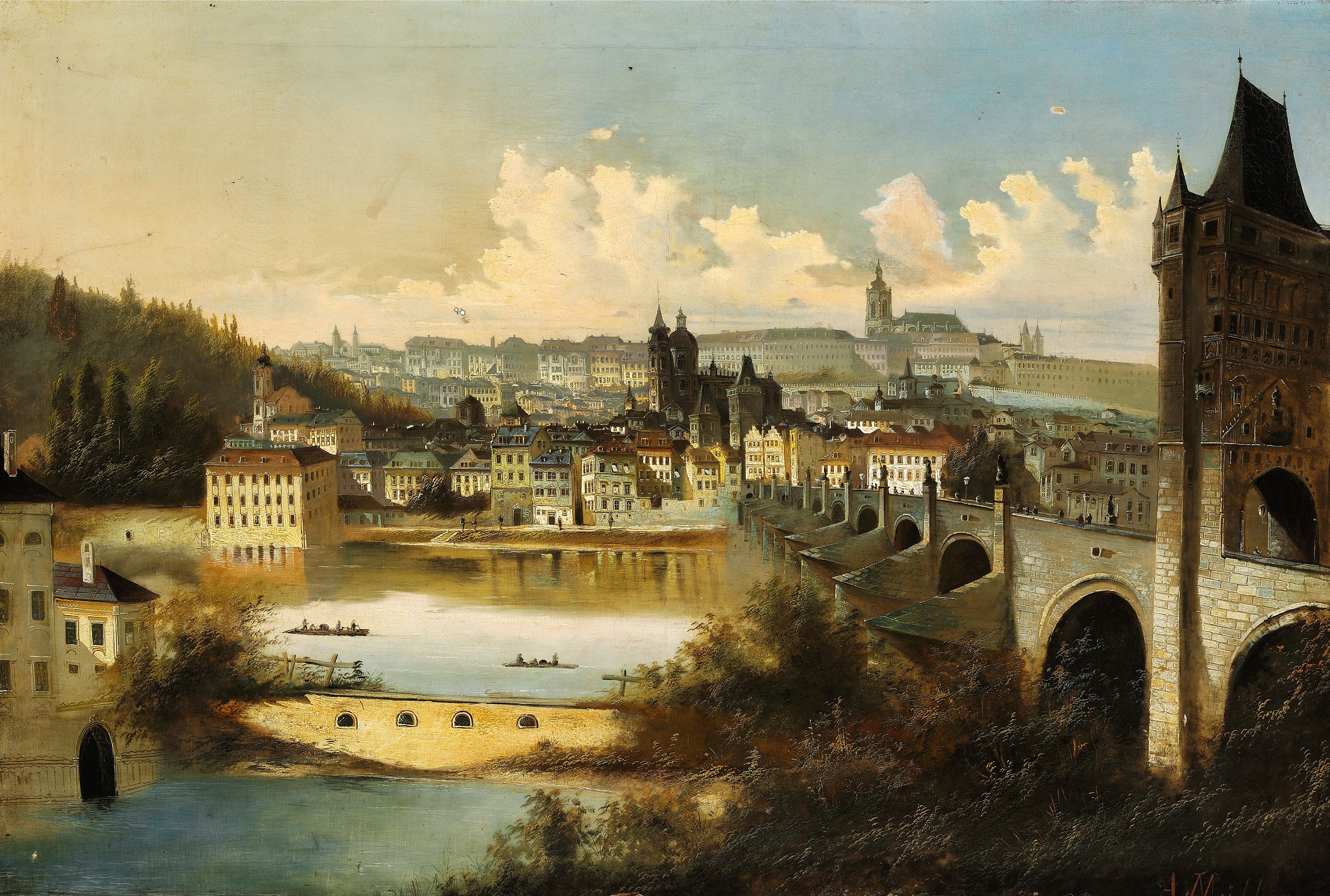
プラハの風景 (1834)

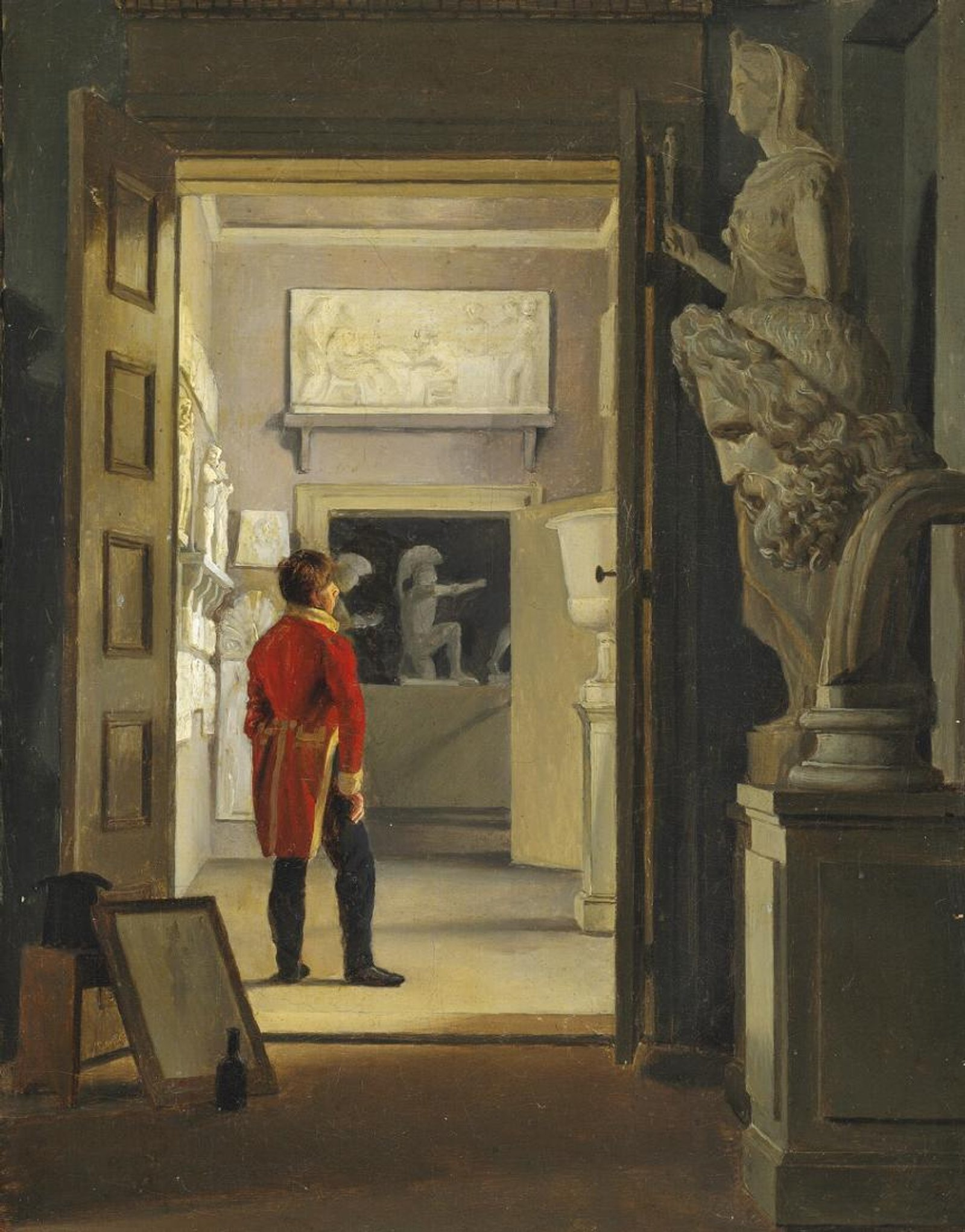
シャーロッテンボーの美術品ホール(1830)
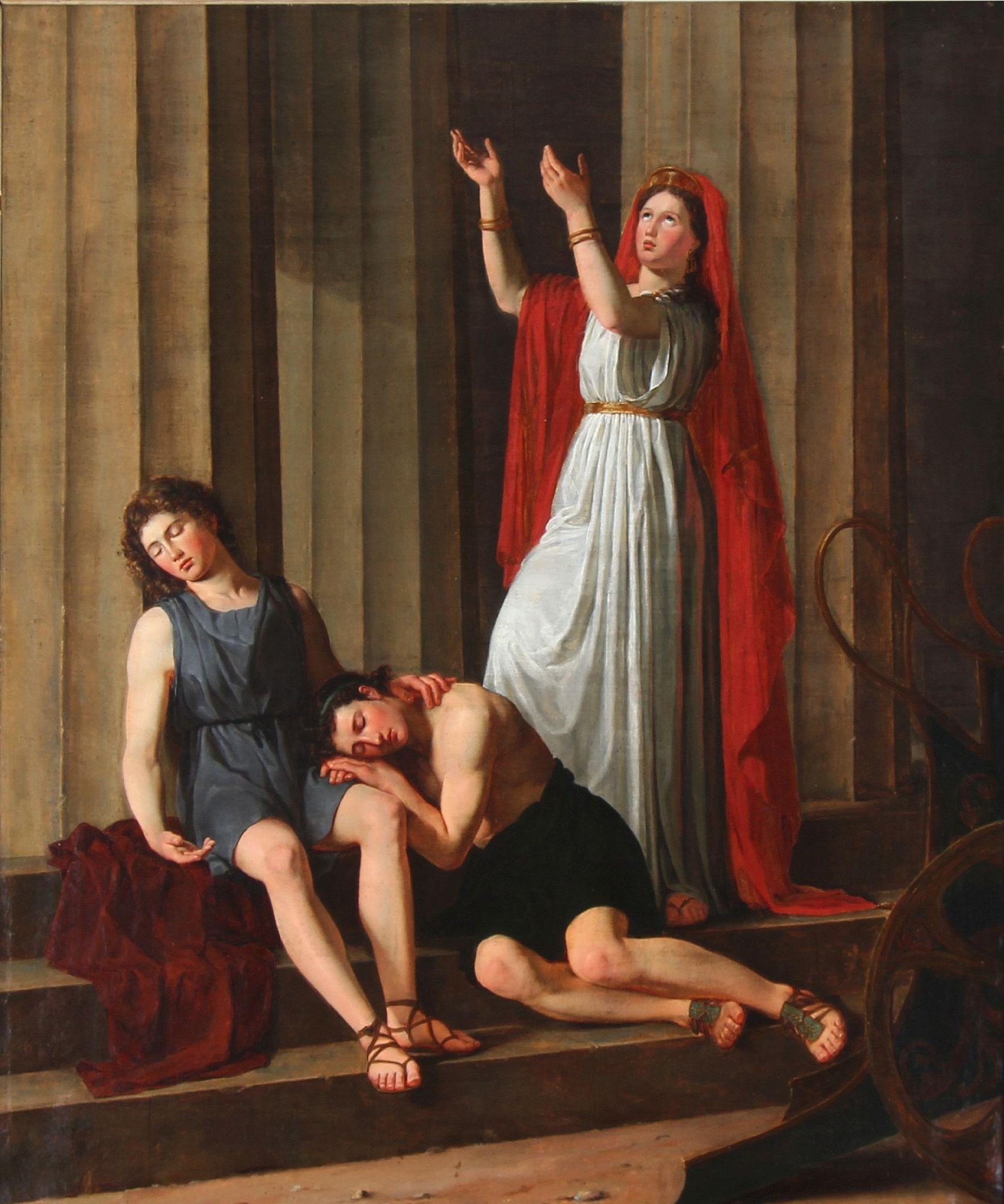
クレオビスとビトン (1830)
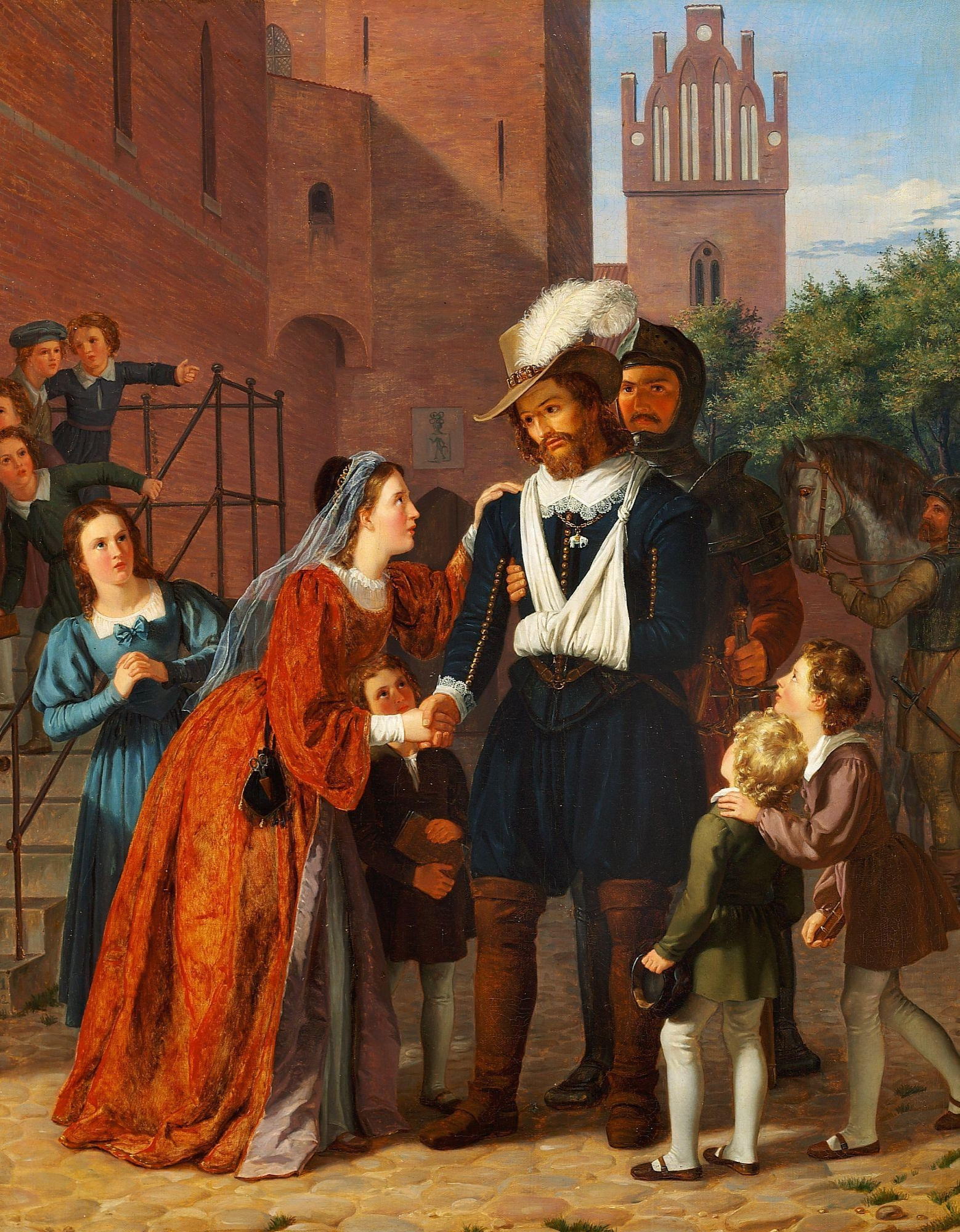
負傷したHerluf Trolle(海軍軍人)を迎える妻たち(1832)
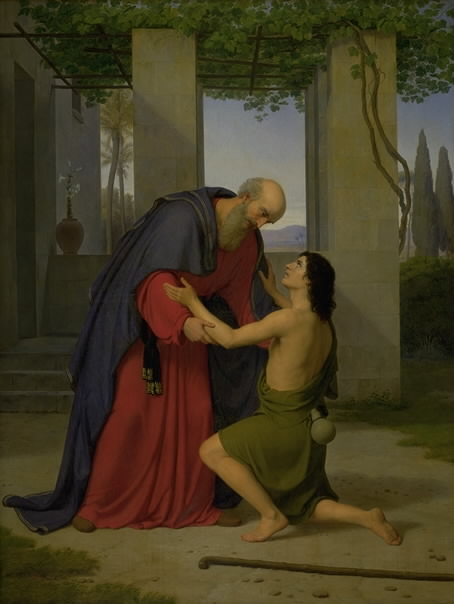
放蕩息子の帰還 (1843)